# Oligomenorroe
Oligomenorroe is de naam voor een onregelmatige menstruatiecyclus bij vrouwen. Onregelmatige cycli kunnen zonder achterliggende oorzaak optreden. Na de menarche kan het tot wel twee jaar duren voordat de cyclus regelmatig is. Ook na een zwangerschap of het stoppen met anticonceptie kan het lang duren voordat de cyclus weer regelmatig is. Ook tijdens de menopauze kan de cyclus plotseling onregelmatig worden. Verder kunnen onder andere stress, zwangerschap, borstvoeding, gewichtstoename- en afname oorzaak zijn van het uitblijven van de menstruatie.
Oligomenorroe kan ook veroorzaakt worden door het polycysteus-ovariumsyndroom.